# Chiang Rai
Chiang Rai (em tailandês:  เมืองเชียงราย), é a capital da  província de Chiang Rai, no norte da Tailândia, é a mais setentrional capital de província. No norte faz fronteira com o estado Shan do Mianmar e com o Laos.

## Localização
A cidade está localizada a aproximadamente 180 km ao norte de  Chiang Mai, a maior cidade da região norte da Tailandia.

## História
A cidade foi fundada por Phaya Mengrai em 1262 como parte do reino  de Lao-Thai Lana, e somente tornou-se territorio Siames em 1786, e província em 1910.

## Transportes
A cidade é servida pelo Aeroporto Internacional de Chiang Rai com diversas companhias aéreas utilizando ele em voos para Bangkok e  Chiang Mai, está situado 10 km ao norte da cidade.